# Denzel Dumfries
Denzel Justus Morris Dumfries, född 18 april 1996, är en nederländsk-arubansk fotbollsspelare som spelar för Serie A-klubben Inter. Han representerar även det nederländska landslaget.

## Klubbkarriär
I juni 2018 värvades Dumfries av PSV Eindhoven, där han skrev på ett femårskontrakt.
Den 14 augusti 2021 värvades Dumfries till Inter, där han skrev på ett fyraårskontrakt.

## Landslagskarriär
Dumfries har representerat både Aruba och Nederländernas landslag. Han debuterade för Aruba den 27 mars 2014 i en 2–2-match mot Guam.
Dumfries debuterade för Nederländernas landslag den 13 oktober 2018 i en 3–0-vinst över Tyskland.